# Alte Mozart-Ausgabe

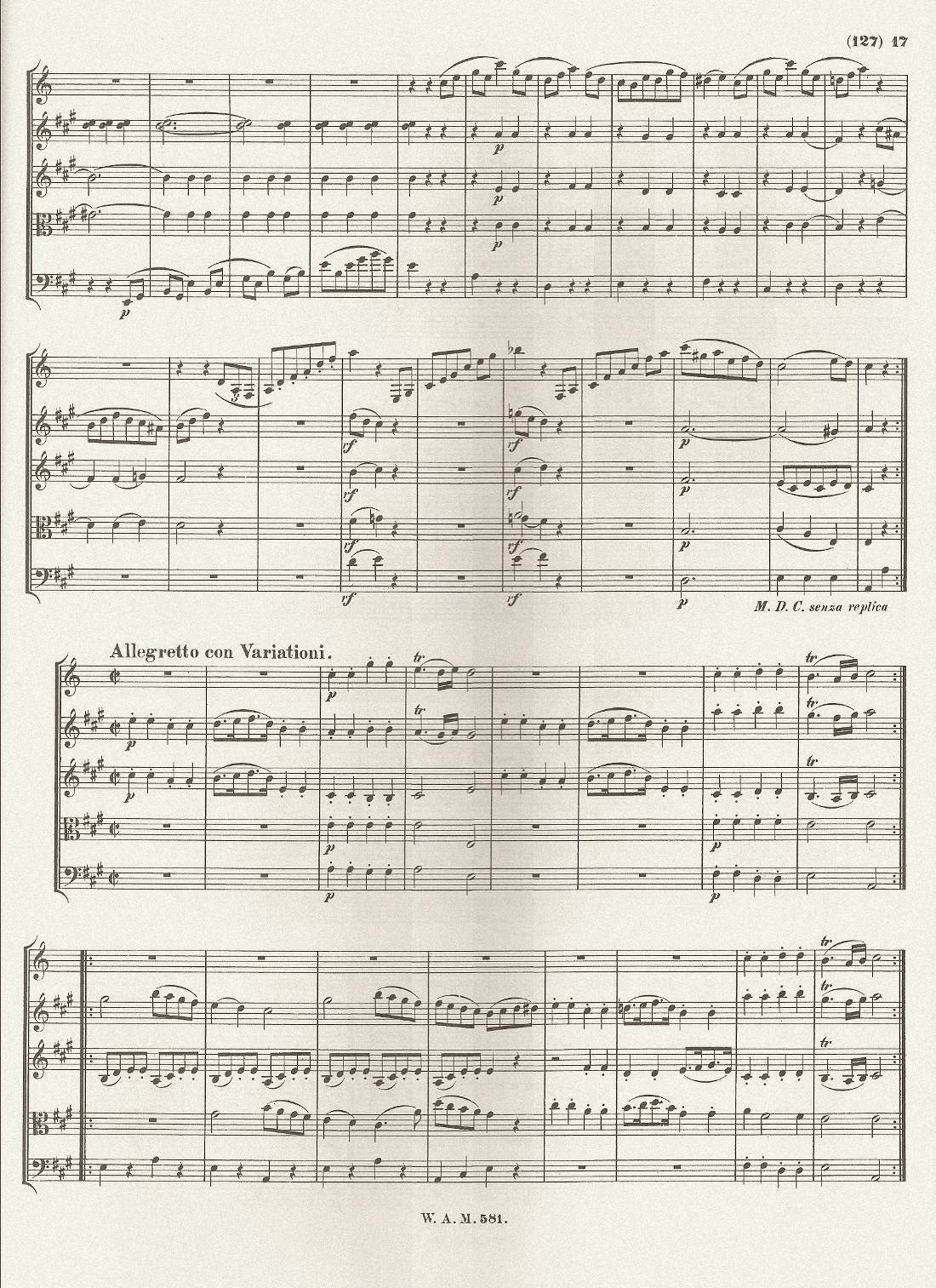
Alte Mozart-Ausgabe page

L'Alte Mozart-Ausgabe és el nom pel qual es coneix la primera edició completa de les obres de Wolfgang Amadeus Mozart, publicat per Breitkopf & Härtel des del mes de gener de 1877 al mes de desembre de 1883, amb suplements publicats fins a l'any 1910. El nom Alte Mozart-Ausgabe (abreujat "AMA") és en realitat una invenció moderna per distingir-la de la segona edició de les obres completes de Mozart, la Neue Mozart-Ausgabe; el títol de la publicació de Breitkopf & Härtel va ser Wolfgang Amadeus Mozart Werke. Kritisch durchgesehene Gesammtausgabe. Per tant, a vegades es denomina com el "Mozart Gesammtausgabe".
Un dels impulsors de l'Alte Mozart-Ausgabe va ser Ludwig Ritter von Köchel, compilador de l'encara catàleg temàtic estàndard d'obres de Mozart, el Köchel-Verzeichnis. Discretament, Köchel va treballar fins a completar l'edició, donant els valuosos resultats a l'editorial amb el seu treball. Entre els participants de l'edició hi havia músics rellevants com Johannes Brahms, Joseph Joachim, Carl Reinecke, Julius Rietz i Philipp Spitta (el reconegut biògraf de Johann Sebastian Bach).
Tot i arribar a ser un èxit notable per al seu temps, l'Alte Mozart-Ausgabe va patir de serioses limitacions. Frederick Neumann assenyala que "varia molt en la fiabilitat, amb algunes volums molt fiables, i d'altres menys fiables". Alfred Einstein va expressar la seva insatisfacció amb la seva presentació del Concert de la "Coronació" i Les noces de Fígaro de Mozart, i Friedrich Blume va ser particularment crític en el que ell anomena la "frivolitat sorprenent i sovint la irresponsabilitat completa" dels editors d'aquesta edició (específicament pel que fa a la manipulació dels concerts per a piano de Mozart), afirmant que "l'edició recopilada [és a dir, l'AMA] d'obres de Mozart i les edicions pràctiques basades en ella no ofereixen més que l'esquelet de les seves composicions."
També hi ha autèntiques obres de Mozart que mai van ser publicades en aquesta edició, algunes perquè no van ser descobertes fins a una data posterior (per exemple, la Simfonia en fa, K. 19a, redescoberta el 1981), així com un nombre d'obres atribuïdes erròniament a Mozart, que ara se sap que són dubtosos o falses (per exemple, l'article publicat a l'AMA sobre la Simfonia núm. 2 en si bemoll, K. 17, que ara es considera que pertany a Leopold Mozart).
Per tant, l'Alte Mozart-Ausgabe ja no es considera l'edició definitiva de les obres de Mozart, i ha estat suplantada en aquest sentit per la Neue Mozart-Ausgabe com el veritable estudi seriós de les obres del compositor. No obstant, les reimpressions de parts de l'Alte Mozart-Ausgabe segueixen sent àmpliament disponibles per l'editorial Dover i altres empreses que s'especialitzen en la reedició d'edicions antigues. Algunes parts d'aquesta edició també es troben de vegades en format electrònic en diversos llocs web que ofereixen partitures en línia.